# Prci, prci, prcičky: Kniha lásky
Prci, prci, prcičky: Kniha lásky je americká teen komedie z roku 2009 režiséra Johna Putche, vydána pouze na DVD. Jde o sedmý díl ze série Prci, prci, prcičky. Příběh sleduje tři teenagery Roba Shearsona (Bug Hall), Marshalla Lubetskeho (Brandon Hardesty) a Nathana Jenkylla (Kevin M. Horton) , kteří objevili poničenou "Knihu lásky" a snaží se ji za pomoci Jimmova táty (Eugene Levy) dát zase do pořádku.
Herci Rosanna Arquette, Steve Railsback, C. Thomas Howell, Tim Matheson a režisér Jim Wynorski mají ve filmu malá camea.